# Eléni Márkou
Eléni Márkou, (en grec moderne : Ελένη Μάρκου), née le 29 mars 1995 à Kastoriá en Grèce, est une footballeuse internationale grecque qui joue en tant qu'attaquante.